# Max Hölzke
Max Hölzke (* um 1823 in Neuhaldensleben; † 28. November 1890 ebenda) war ein deutscher Richter und Parlamentarier.

## Leben
Max Hölske studierte ab 1842 Rechtswissenschaften an der Ruprecht-Karls-Universität Heidelberg. Zu Beginn des Studiums wurde er Mitglied des Corps Vandalia Heidelberg. Nach dem Studium schlug er die Richterlaufbahn ein. 1862/63 saß Hölske als Abgeordneter des Wahlkreises Magdeburg 5 im Preußischen Abgeordnetenhaus. Er gehörte der Fraktion des Linken Centrums an. Er war bis 1879 Kreisrichter und anschließend Amtsgerichtsrat in Neuhaldensleben.